# Viola disjuncta
Viola disjuncta W.Becker – gatunek roślin z rodziny fiołkowatych (Violaceae). Występuje naturalnie w Rosji (na Syberii), Kazachstanie i Mongolii. 

## Morfologia
PokrójBylina tworząca kłącza i rozłogi.
LiścieBlaszka liściowa ma owalny lub owalnie podługowaty kształt. Mierzy 1,5–3,5 cm długości oraz 1–2 cm szerokości, jest ząbkowana na brzegu, ma nasadę od ściętej do klinowej i wierzchołek od ostrego do tępego. Ogonek liściowy jest nagi i ma 2–4,5 cm długości. Przylistki są równowąsko lancetowate i osiągają 4–12 mm długości.
KwiatyPojedyncze, wyrastające z kątów pędów. Mają działki kielicha o lancetowatym kształcie i dorastające do 4–6 mm długości. Płatki są odwrotnie jajowate lub podługowato odwrotnie jajowate, mają żółtawą lub purpurową barwę oraz 6–8 mm długości, dolny płatek jest odwrotnie jajowaty, mierzy 6 mm długości, posiada obłą ostrogę o długości 2 mm.
OwoceTorebki mierzące 6-7 mm długości, o podługowatym kształcie.

## Biologia i ekologia
Rośnie w lasach. 